# Crisi diplomatica andina del 2008
La crisi diplomatica andina del 2008 fu un momento di tensione politica tra Colombia, Ecuador e Venezuela.

## Eventi
La crisi iniziò quando il primo marzo 2008 truppe dell'Esercito colombiano entrarono in territorio ecuadoriano per una missione di controguerriglia contro esponenti delle Forze Armate Rivoluzionarie della Colombia (FARC). Localizzato l'accampamento di Raúl Reyes, partì un raid della Fuerza Aérea Colombiana, che bombardò il territorio dell'Ecuador. Successivamente le truppe colombiane entrarono nell'accampamento per finire i feriti e i sopravvissuti, causando la morte di Raúl Reyes e di altri 17 guerriglieri delle FARC, di quattro studenti messicani e di un cittadino ecuadoriano.
Il governi di Ecuador e Venezuela accusarono il governo colombiano di aver violato la sovranità dell'Ecuador e di attuare un'operazione militare di controguerriglia senza nessuna autorizzazione, violando la Convenzione di Vienna del 1961. Il governo colombiano affermò che col raid trovò nei computer di Raul Reyes indizi del legame delle FARC con i governi ecuadoriano e venezuelano. I governi di questi due paesi spiegarono che i contatti con le FARC erano parte dei negoziati, condotti insieme alla Francia, per arrivare alla liberazione di alcuni prigionieri, tra i quali Ingrid Betancourt, e contribuire alla pace nel conflitto armato colombiano. Per i governi di entrambi i paesi questi negoziati si bloccarono alla morte di Reyes.

## Conseguenze
La crisi causò la rottura delle relazioni diplomatiche con la Colombia da parte dei governi di Ecuador e Venezuela, che annunciarono l'invio di truppe militari nelle loro rispettive linee di confine con la Colombia. Il 7 marzo 2008 le tensioni si attenuarono durante il vertice del Gruppo Rio, anche se le relazioni tra Ecuador e Colombia non si ristabilirono completamente.

## Reazioni internazionali
Quasi tutti i paesi dell'America Latina condannarono l'incursione colombiana in Ecuador, così come fece, più tiepidamente, Italia, mentre altri paesi europei, come Spagna e Francia, non presero posizione sull'incursione. Gli Stati Uniti invece appoggiarono la decisione della Colombia di invadere il territorio ecuadoriano alla caccia dei guerriglieri.